# Cneu Pedânio Fusco Salinador (cônsul em 118)
Cneu Pedânio Fusco Salinador (em latim: Gnaeus Pedanius Fuscus Salinator) foi um senador romano eleito cônsul em 118 com o imperador Adriano. Membro da gente Pedânia, originária de Barcino, na Hispânia Tarraconense, Salinador era filho de Cneu Pedânio Fusco Salinador, cônsul sufecto em 83 ou 84. Conhecido principalmente por ter sido amigo e aliado de Plínio, o Jovem.

## Carreira
Plínio endereçou três cartas a Salinador (a quem ele chama de Pedânio Fusco) e o menciona em outras três. As primeiras, porém, tratam apenas de assuntos triviais: uma é sobre um conselho a Salinador sobre como estudar e as outras duas são ensaios nos quais Plínio descreve sua rotina diária. As últimas três são mais úteis. Uma é sobre o primeiro discurso de Salinador no Senador, que enfrentou a oposição de outro jovem senador também estreante, Umídio Quadrado. Outra, endereçada a Lúcio Júlio Urso Serviano, congratula Serviano pelo noivado de sua filha com Salinador. Segundo Ronald Syme, ela se chamava Júlia e sua mãe era filha da irmã do imperador Adriano, Domícia Paulina.
Com relação à carreira de Salinador, poucos detalhes são conhecidos. A terceira carta de Plínio mencionando Salinador é uma recomendação de um tal Ninfídio Lupo ao imperador Trajano em 110. Nela, Plínio escreve que "Fusco Salinador" também recomendou Lupo de uma forma que parece implicar que Salinador teria sido governador em algum momento antes de 110. A carta não menciona qual província, mas o consenso entre os especialistas é que teria sido a Mésia Inferior por causa de uma inscrição fragmentária recuperada em Durostoro; segundo Werner Eck, seu mandato durou de 108 a 110.
Depois de seu consulado, Salinador desapareceu da história, o que é considerado surpreendente. Segundo o historiador Ronald Syme, "os Fastos Consulares do começo do reinado de Adriano revelam a presença de vários de seus aliados". Como colega do imperador em seu primeiro consulado na posição, Salinador certamente ocupava uma posição proeminente entre os conselheiros de Adriano e seria de se esperar que seu nome aparecesse em postos de importância, mas, nas palavras de Syme, Salinador é "apenas um nome nos Fastos". Apesar de esta ausência poder ser atribuída a alguma falta perante o imperador, que, como se sabe, executou quatro importantes senadores consulares — Avídio Nigrino, Cornélio Palma, Pisão Liciniano e Lúsio Quieto — logo no início de seu reinado, Syme afirma que Salinador e sua esposa simplesmente foram vítimas de "um mal ou uma pestilência logo depois de 118".

## Família
Sabe-se que Salinador teve um filho com Júlia Serviana Paulina, a filha de Lúcio Júlio Urso Serviano, Lúcio Pedânio Fusco Salinador. Ele e Serviano foram acusados de conspirar contra Adriano e acabaram forçados a cometer o suicídio pouco antes da morte do imperador.